# Otto Schmidt (politico)
Otto Schmidt (Paderborn, 15 giugno 1842 – Berlino, 17 giugno 1910) è stato un politico tedesco.

## Biografia
Otto Schmidt era il figlio del medico Joseph Hermann Schmidt. Frequentò il Ginnasio di Berlino, l'Università Friedrich Wilhelm di Berlino e l'Università di Innsbruck. Nel 1862, a Innsbruck, fu membro del Corpo Retico. Dal 1863 divenne funzionario pubblico: dal 1869 come assessore e dal 1871 in qualità di giudice distrettuale di Certosa vicino a Danzica. A Berlino lavorò come Stadtrichter (1874) e Landrichter (1879). Dal 1889 ha fatto parte della Camera dei rappresentanti prussiana. Dal 1893 rappresentò il distretto amministrativo di Minden 5 (Höxter, Warburg) nel Reichstag per il Partito di Centro Tedesco. Entrambi i mandati si conclusero con la sua morte. Fu sposato dal 1876 con Anna Grauert da cui ebbe Karl Schmidt (1890, Berlino - 1982, Coesfeld).